# Charles Sagalane
Charles Sagalane est un poète québécois, artiste et enseignant, né en 1968 à Saint-Gédéon dans la région du Saguenay-Lac-Saint-Jean.

## Biographie
Charles Sagalane se considère comme un poète « indisciplinaire » (terme inventé par l'écrivain Daniel Canty pour parler d'un écrivain atypique), car son art « déborde les frontières sans perdre le territoire ».
Il est à la fois poète, écrivain voyageur, artiste, explorateur, bricoleur, collectionneur d'objets et d'anecdotes et conservateur de musée, puisque toute son œuvre consiste à rassembler des textes et des objets glanés lors de ses pérégrinations afin de compléter son Musée Moi, « l'édifice littéraire qu'il s'emploie à construire ».
Intéressé par la nature, l'écologie et la transmission littéraire, il a installé des bibliothèques de survie, des boîtes faites de planches rudimentaires, dans des îles ou des boisés du Saguenay-Lac-Saint-Jean, dans lesquels il a laissé des exemplaires d'ouvrages littéraires de toutes sortes qui l'ont inspiré.
Depuis 2014, il a voyagé partout au Canada pour aller à la rencontre d'écrivains collaborateurs (qu'il a nommés ses bibliothécaires de survie) afin d'installer avec eux autant de bibliothèques de survie dans leur région respective, de la côte est du Canada, en passant par Montréal, l'Ontario et l'Acadie jusqu'au Manitoba. Il a écrit un journal relatant ce périple qu'il a publié aux éditions La Peuplade en 2022, Journal d'un bibliothécaire de survie.
Charles Sagalane est le lauréat du Prix de poésie Radio-Canada 2016 pour sa suite de poésie Abrégés et mélanges.
En 2022, il a été nommé artiste de l'année du Saguenay-Lac-Saint-Jean par le Conseil des arts et lettres du Québec.

## Œuvres
- 29carnet des indes, Chicoutimi, La Peuplade, 2006, 232 p.  (ISBN 2923530020)
- 68 cabinet de curiosités, Chicoutimi, La Peuplade, 2009, 131 p.  (ISBN 9782923530116)
- 51 antichambre de la galerie des peintres, Chicoutimi, La Peuplade, 2011, 177 p.  (ISBN 9782923530307)
- 47 atelier des saveurs, Chicoutimi, La Peuplade, 2013, 115 p.  (ISBN 9782923530604)
- 73 armoire aux costumes, Chicoutimi, La Peuplade, 2016, 177 p.  (ISBN 9782924519189)
- 96 bric-à-brac au bord du lac, Chicoutimi, La Peuplade, 2018, 218 p.  (ISBN 9782924898116)
- Journal d'un bibliothécaire de survie, Chicoutimi, La Peuplade, 2021, 403 p.  (ISBN 9782925141044)
- Du premier au dernier jour, Chicoutimi, La Peuplade, 2024, 128 p.  (ISBN 978-29254160-2-9)

## Prix et distinctions
- 2016 : Prix de poésie Radio-Canada[3]
- 2022 : Artiste de l'année pour la région du Saguenay-Lac-Saint-Jean, prix décerné par le Conseil des arts et lettres du Québec[4].